# NGC 7772
NGC 7772 (również OCL 230) – gromada otwarta znajdująca się w gwiazdozbiorze Pegaza. Odkrył ją John Herschel 7 października 1825 roku. Jest położona w odległości ok. 4,9 tys. lat świetlnych od Słońca.